# Ellerby
Ellerby is een civil parish in het bestuurlijke gebied Scarborough, in het Engelse graafschap North Yorkshire met 365 inwoners.